# Eriopyga dissimilis
Eriopyga dissimilis är en fjärilsart som beskrevs av Barnes och Mcdunnough 1910. Eriopyga dissimilis ingår i släktet Eriopyga och familjen nattflyn. Inga underarter finns listade i Catalogue of Life.